# 准提菩萨

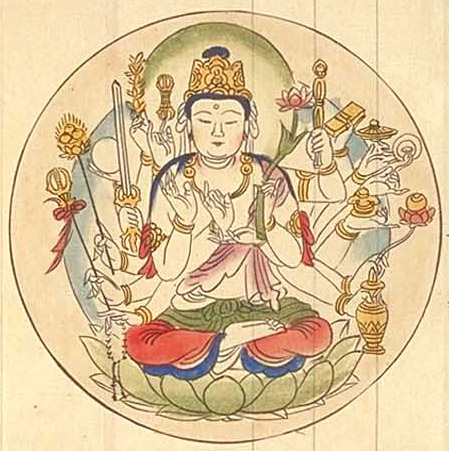
準提菩薩十八臂並持各種法器

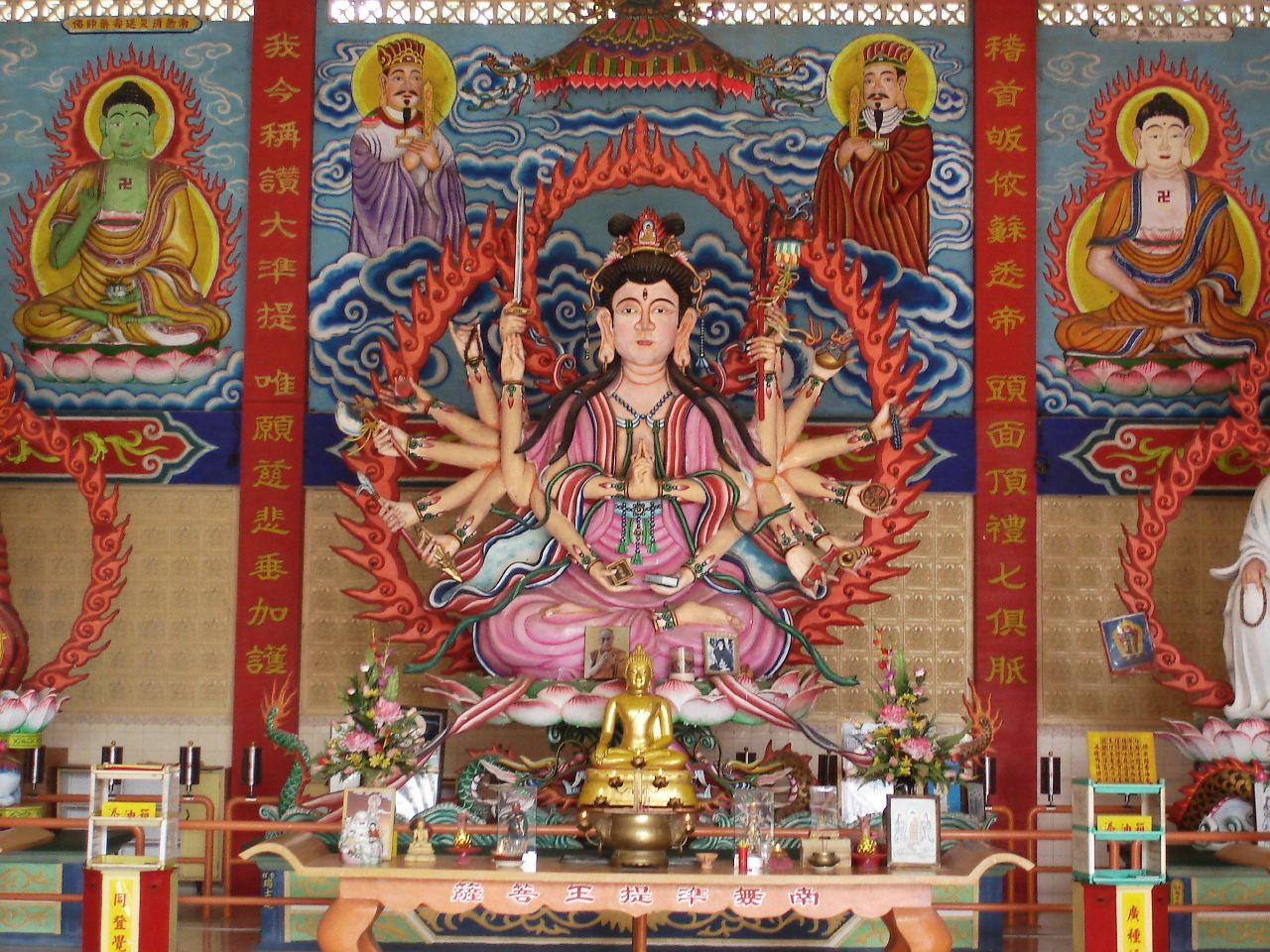
難陀龍王與跋難陀龍王為準提佛母菩薩的脅侍

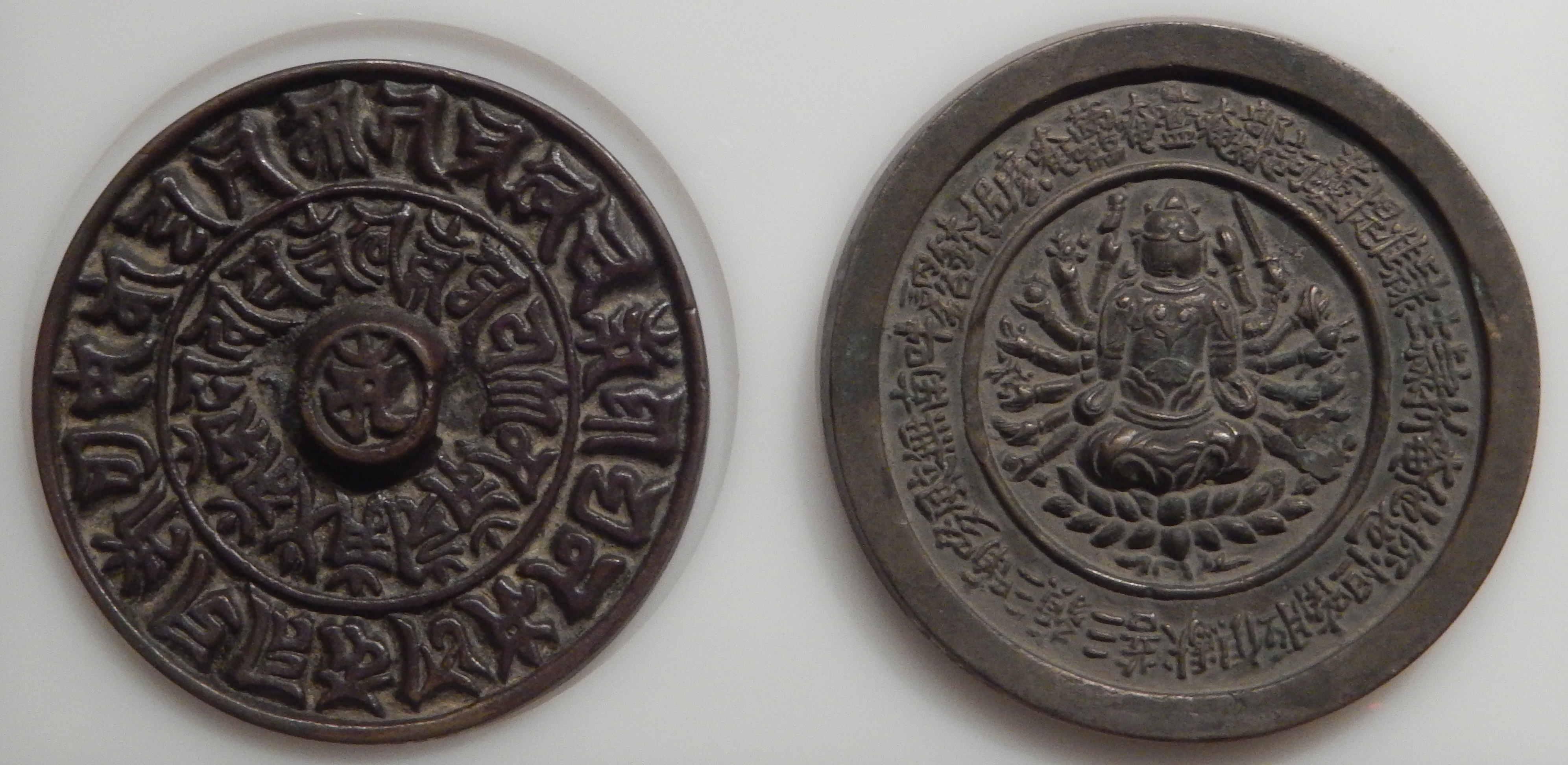
準提佛母菩薩的準提咒鏡壇

準提菩薩（羅馬化：cundā），为佛教中顯教、密教所共尊的大菩萨；準提意思是「清淨」，因為音譯或用字不同，又作「準提佛母」、「準胝菩薩」、「尊那菩薩」、「宗達天女」、「純陀天女」等，密宗稱之「莲花部诸尊之母」、「七俱胝佛母」，密号「最胜金刚」、「清淨金剛」。
部分佛教宗派認為準提菩薩是觀世音菩薩的化身，又称準提觀音、天人丈夫观音，歸入六观音之一，主救度「人道」。六觀音即：聖觀音（救拔餓鬼道）、千手觀音（救拔地獄道）、馬頭觀音（救拔畜生道）、十一面觀音（救拔修羅道）、準提觀音（救拔人道）、如意輪觀音（救拔天道）。
因菩薩具有十八隻手，故又俗稱「十八手觀音」，其造像常讓人誤以為是「千手觀音」。

## 简介
漢傳佛教的準提菩薩為天女像，有十八臂各執法器，依照《佛說七俱胝佛母准提大明陀羅尼經》的記載為：「其像作黃白色。種種莊嚴其身。腰下著白衣。衣上有花。又身著輕羅綽袖天衣。以綬帶繫腰。朝霞絡身。其手腕以白螺為釧。其臂上釧七寶莊嚴。一一手上著指環。都十八臂面有三目。上二手作說法相。右第二手施無畏。第三手把劍。第四手把數珠。第五手把微若布羅迦果（漢言：「子滿果」，此間無，惟西國有。）第六手把越斧。第七手把鉤。第八手把跋折羅。第九手把寶鬘。左第二手把如意寶幢。第三手把蓮花。第四手把澡灌。第五手把索。第六手把輪。第七手把螺。第八手把賢瓶。第九手把般若波羅蜜經夾。菩薩下作水池。池中安蓮花。難陀拔難陀二龍王共扶蓮花莖。於蓮花上安准提菩薩。其像周圓安明光焰。其像作憐愍眼看行者在下坐。手執香鑪。面向上看菩薩。於菩薩上畫二淨居天。」
藏傳佛教覺囊派所傳為三面、二十六臂之相。格魯派祈竹仁波切則從劄什倫布寺方丈卡青洛桑素巴大師（Kachen Losang Sopa），得到過四臂準提隨許傳承及口傳傳承。
準提佛母菩薩的準提咒法也是唐密漢傳獨部密法中的四大法之一。

## 分部
部分宗派準提菩薩即是觀音菩薩之化身，部分宗派則認為準提菩薩是大日如來的化身，如東密廣澤流認為準提佛母應屬於「佛部」，不應屬於「觀音部」；小野流則認為此菩薩應屬「觀音部」，認為坊間所謂「十八手觀音」就是「準提觀音」。

## 聖誕
準提菩薩聖誕為農曆三月六日或三月十六日，現代佛教團體普遍在三月十六日舉行聖誕法會等，三月十六日一說，可見於民間流傳之農民曆所附神佛聖誕表中，以及部份傾向傳統或宗教團體印刷之日、月曆等；古代記載卻是三月初六日。

## 經典
- 佛經
  - 《佛說七俱胝佛母心大准提陀羅尼經》
  - 《佛說七俱胝佛母准提大明陀羅尼經》
  - 《七俱胝佛母所說准提陀羅尼經》

- 行法
  - 《顯密圓通成佛心要集》遼‧沙門道㲀集
  - 《準提淨業》明‧謝于教
  - 《准提焚修悉地懺悔玄文》清‧夏道人集

## 神咒
其偈曰：
稽首皈依蘇悉帝。頭面頂禮七俱胝。我今稱讚大準提。惟願慈悲垂加護。
- 南無，颯多喃，三藐三菩陀，俱胝喃，怛姪他，唵，折隸，主隸，準提，娑婆訶。

## 脅侍
準提菩薩居中，脅侍為難陀龍王與跋難陀龍王。在準提佛母菩薩的塑、畫像中，二神位於菩薩身側，形象有作二名神龍相，亦有作二名長者相。淨居天亦護持準提菩薩。

## 化現
在民間信仰，準提佛母菩薩是滿願的大菩薩，有時也稱為母娘，為靈山派歸入「五母信仰」中。五母之組合各有說法，總歸為五位母性形相之神祇或菩薩。
在藏密有一種說法，準提佛母是普賢王如來的化現，法身準提佛母，報身觀世音菩薩，化身綠度母。準提佛母的不共功德是『事業』，所相應的淨土是『極樂世界』 。

## 十八臂準提
在漢傳佛教或唐密、日本真言宗都以十八臂準提佛母為本尊；在藏傳佛教很少見到以十八臂準提為本尊(多以四臂、二十六臂為本尊)，藏傳準提法唯有以頂果欽哲法王所傳承的十八臂準提法 。
十八臂準提佛母胸前的手結印契，以總持印與說法印最為常見。

## 最大室內準提像
馬來西亞古來普陀村：供奉東南亞最大室內準提菩薩像，平均每天3000人次參觀

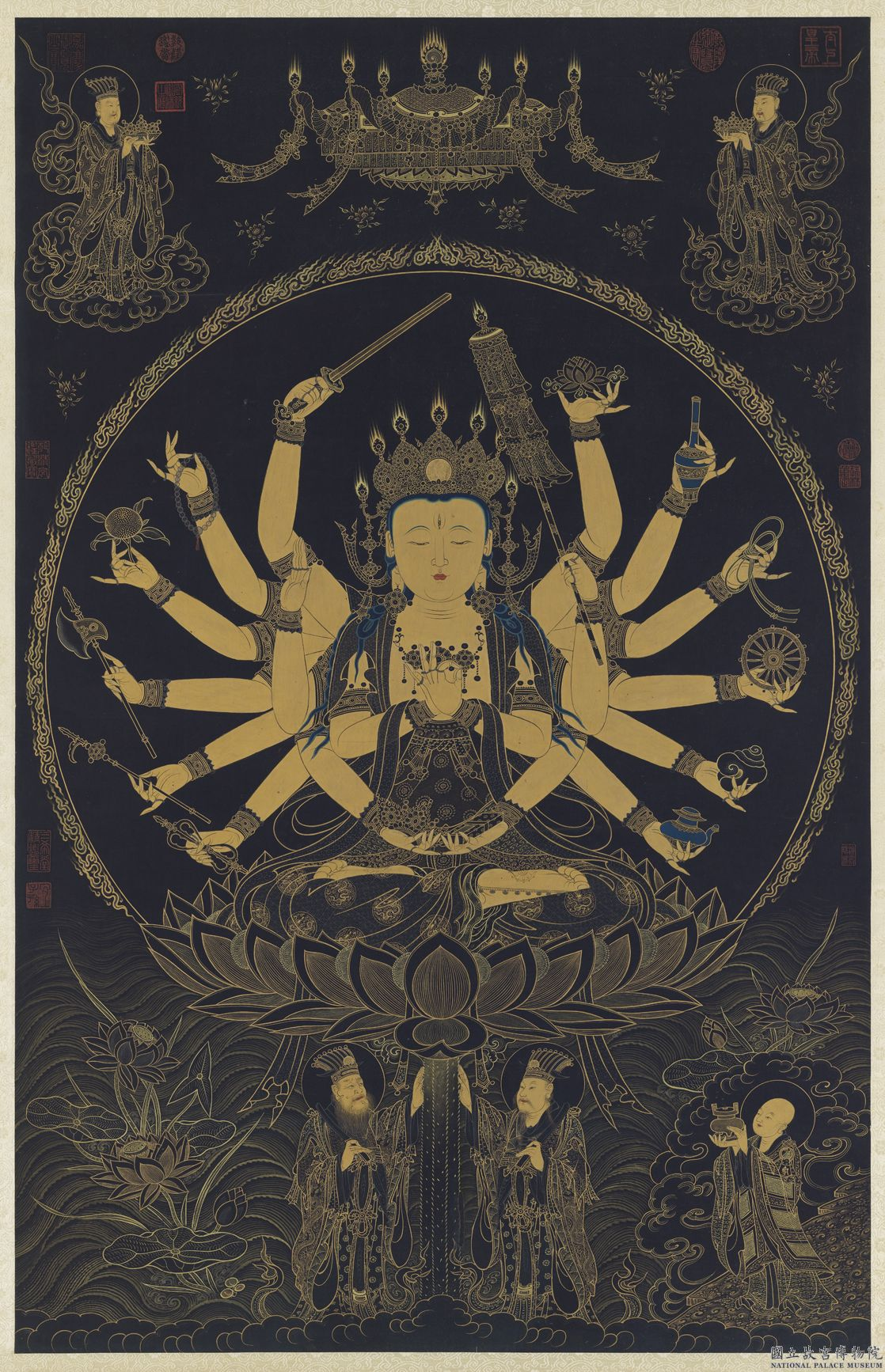
明人畫準提菩薩軸

## 照片

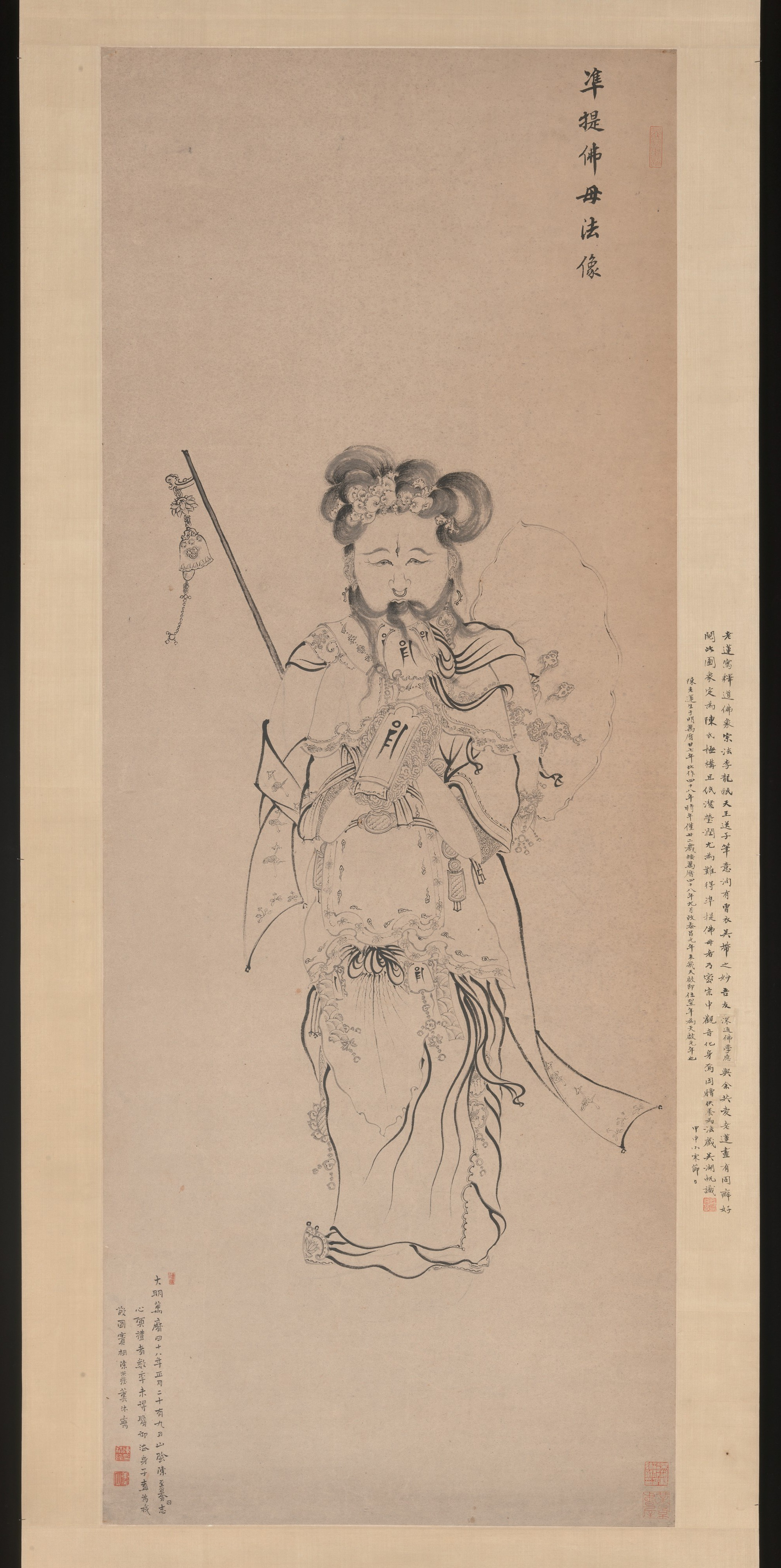
準提佛母法像圖 軸 - 陳洪綬 (1620年; 明)
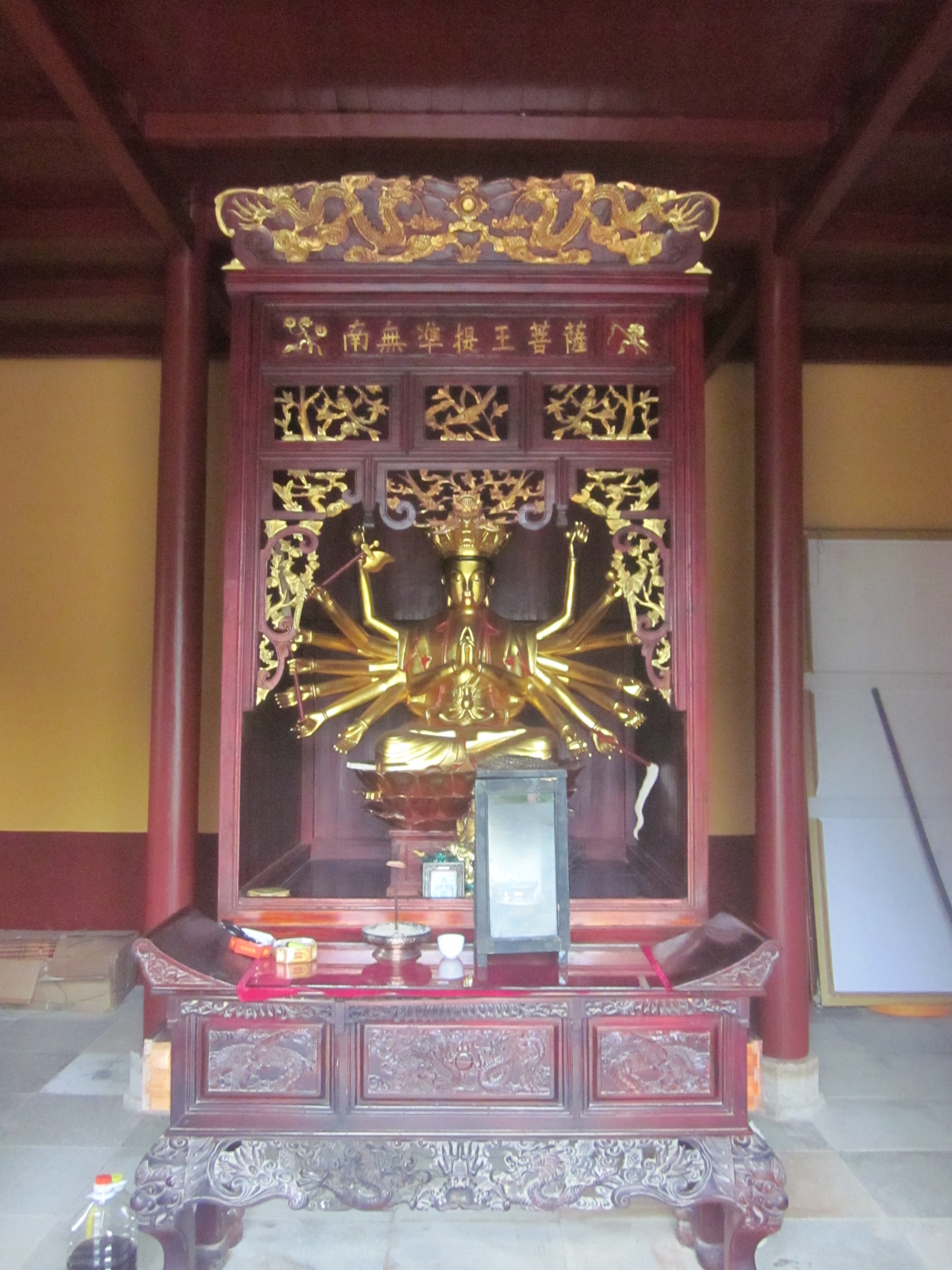
準提觀音像 - 石霜寺, 金刚镇, 浏阳市, 湖南省, 中国
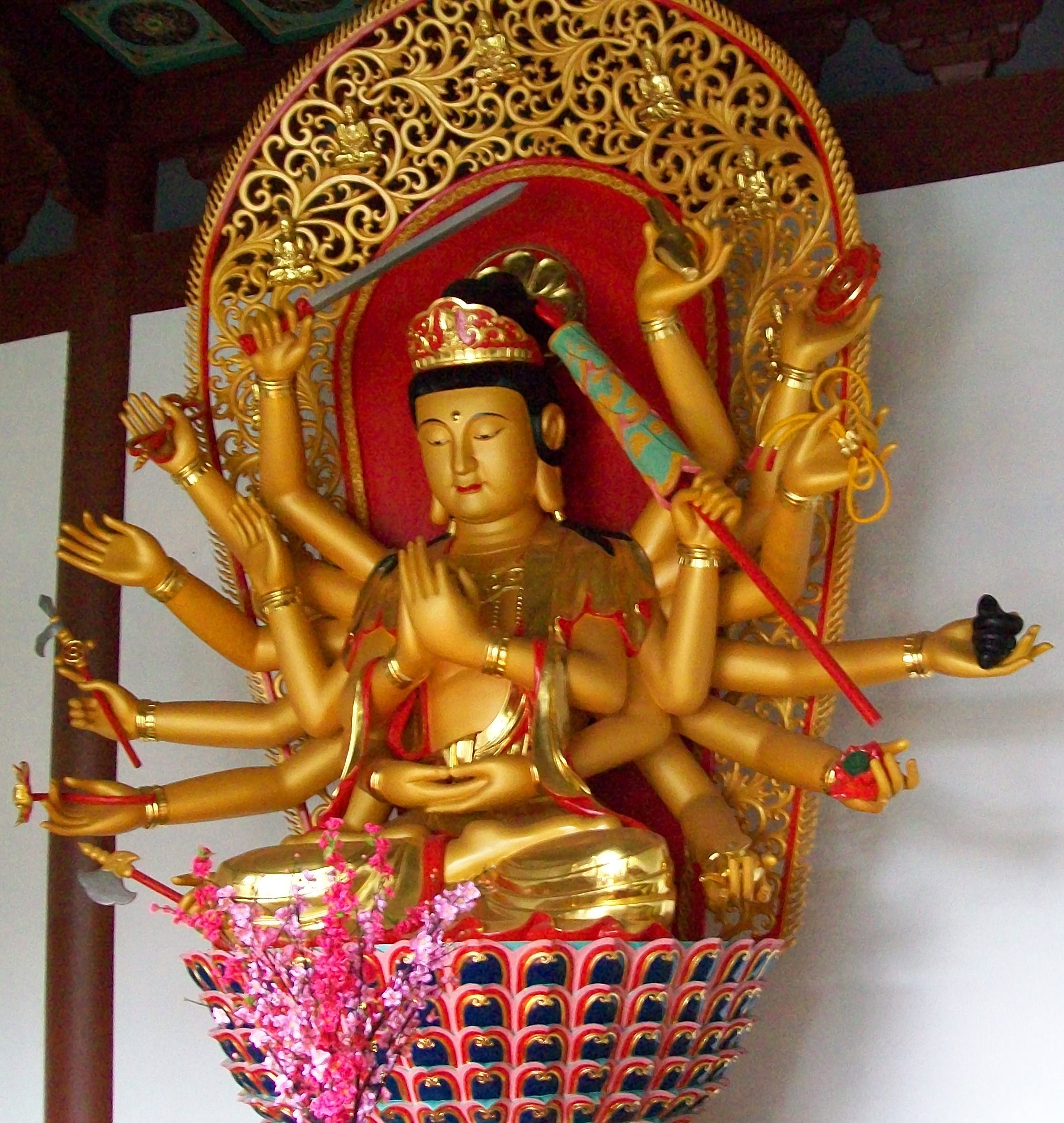
準提觀音像 - 灵隐寺, 杭州市, 浙江省, 中国
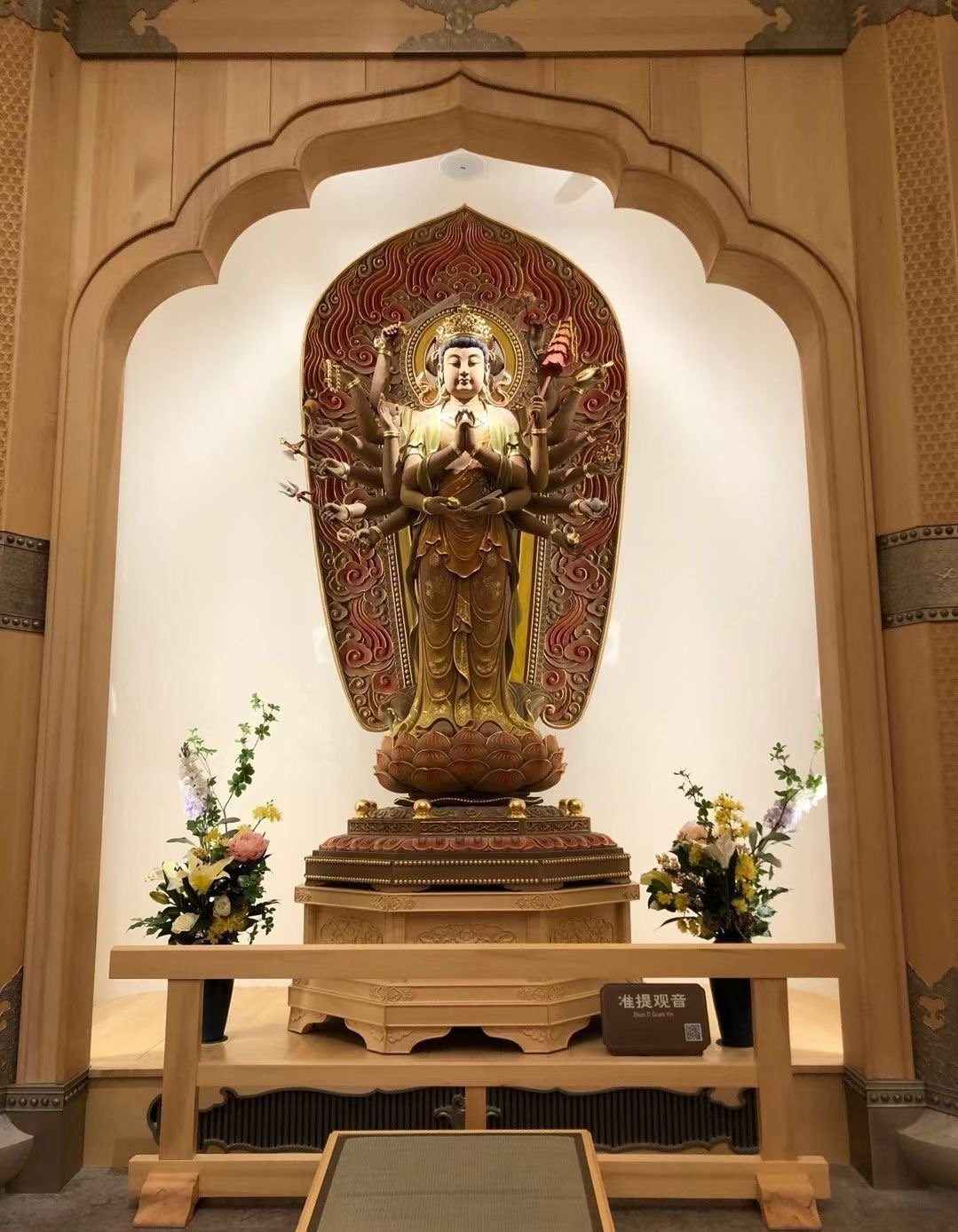
中国浙江省普陀山观音法界的準提觀音像